# Singida (regio)
Singida is een centraal gelegen regio van Tanzania. Het is ook een van de armste van Tanzania's 31 regio's. Singida heeft een oppervlakte van ruim 49.000 km² en had in 2012 bijna 1,4 miljoen inwoners. De hoofdstad van de regio heet eveneens Singida.

## Grenzen
Als centrale regio grenst Singida aan acht andere regio's:
- Arusha in het uiterste noordoosten
- Shinyanga in het uiterste noordwesten.
- Simiyu in het noordwesten
- Manyara in het noordoosten.
- Dodoma in het oosten.
- Iringa in het zuidoosten.
- Mbeya in het zuidwesten.
- Tabora in het westen.

## Districten
De regio is onderverdeeld in zes districten:
- Ikungi
- Iramba
- Manyoni
- Mkalama
- Landelijk Singida
- Singida Stad